# Puksoozero
Puksoozero (in lingua russa Пуксоозеро) è una città situata in Russia, nell'Oblast' di Arcangelo, più precisamente nel Pleseckij rajon.